# کامپو آلگره (سانتا کاتارینا)
کامپو آلگره (به پرتغالی: Campo Alegre) یک منطقهٔ مسکونی در برزیل است که در سانتا کاتارینا واقع شده‌است. کامپو آلگره ۱۱٬۹۸۱ نفر جمعیت دارد.